# Orange (Virginia)
Orange è un comune degli Stati Uniti d'America, situato nello Stato della Virginia, nella contea di Orange, della quale è il capoluogo.